# Life Technology (duhovnost)
Life Technology ali tehnologija za življenje je duhovna tehnologija, ki jo od začetka devetdesetih let 20. stoletja razvija kitajska duhovna mojstrica Aiping Wang Fülepp. Ta tehnologija je namenjena posameznikovemu duhovnemu razvoju, izvira pa iz Prenatalnega naravnega čigunga in je v svojem razvoju šla skozi tri obdobja, v katerih so se razvile Čigong metoda Aiping Wang, metoda Shen Qi in metoda fenomenzima.

## Zgodovinski razvoj

### Prenatalni naravni čigung mojstrice Džjang
Aiping Wang se je že v mladih letih učila borilne veščine Kung fu. V svojem življenju se je učila od sedmih mojstrov čigunga.  Med letoma 1972 in 1979 je vadila tako gibajoči se čigung kot tudi čigung meditacijo. Odločila pa se je za tisti čigung, pri katerem je opazila najboljše rezultate.
To je bil Prenatalni naravni čigung mojstrice Džjang (Jiang), ki jo je spoznala leta 1980, značilnost tega čigunga pa je bila, da do prenosa življenjske energije (či ) prihaja preko govora. Ko učitelj Prenatalnega naravnega čigonga poučuje učence o načelih naravnega zdravljenja in naravnih zakonov, jim obenem preko govora prenaša pozitivno či. 
Ta čigung je postal osnovno orodje za razvoj kasnejše Life Technology. Aiping Wang je Prenatalni naravni čigong najprej preizkušala na družinskih članih, nato pa z uspehom tudi pri drugih ljudeh.  Leta 1989 je Aiping odšla iz Kitajske v Evropo in sicer na Hrvaško. Aiping je s podporo svojega moža, hrvaškega poslovneža Aleksandra Füleppa, organizirala vadbo Prenatalnega naravnega čigunga in je sprva delovala v hotelu v Opatiji. Junija 1991 je pričela delovati v Sloveniji in sicer v Ljubljani in tam je za svoje delovanje najela nekdanjo kino dvorano Šiška. Wangova in Fülepp naj bi dejavnost prenesla v Ljubljano zaradi slutnje bližajoče se državljanske vojne na tleh razpadajoče SFRJ. Na osnovi Prenatalnega naravnega čigunga, njenih znanj in sposobnosti je v letih 1991-1992 pričela nastajati Life Technology.

### Čigong metoda Aiping Wang
Aiping je pričela v letih 1991-1992 v dvorani Šiška razvijati svoj lasten sistem čigunga, ki ga je nato imenovala Čigong metoda Aiping Wang (Wangova je pri tem uporabila narečni izraz čigong). Ta najstarejša metoda v Life Technology je zelo verjetno spadala na področje alternativne medicine oziroma je bila slednji zelo blizu. Osnovni namen Čigong metode Aiping Wang je namreč bil, da bi udeleženci dobili zdravje in čustveno stabilnost. S pomočjo tega sistema čigunga naj bi po njenih besedah kar 95% vadečih »ponovno okrepilo svoje zdravje«. Pri Čigong metodi Aiping Wang se uporabljajo duhovne, dihalne in telesne vaje, rezultat tega čigunga pa je besedah Aping Wang ta, da se pri praktikantih »sprostijo sile«, ki očistijo ovire, to pa je pogoj za zdravljenje organizma. Med telesne vaje njene čigung metode je sodilo večminutno trepljanje telesa z dlanmi, kar je znana tehnika raznih zdravilnih čigungov, namenjena uravnovešanju jin in jang energije  To trepljanje so praktikanti izvajali predvsem po prakticiranju posebne tehnike sproščanja, za katero je značilna odsotnost misli. Med vajami, ki so se izvajale v Čigong metodi Aiping Wang, so med drugim poznane tudi glasovne vaje oziroma Pet zdravilnih zvokov:
| Elementi          | zemlja                                | kovina                                 | voda                                   | les                                      | ogenj                            |
| ----------------- | ------------------------------------- | -------------------------------------- | -------------------------------------- | ---------------------------------------- | -------------------------------- |
| Zdravilni zvok    | Tai kong (汰宫) 6x Šao kong (捎宫) 6x | Tai šang (汰商) 6x, Šao šang (捎商) 6x | Tai ciao (汰角) 6x, Šao ciao (捎角) 6x | Tai džəng (汰徵) 6x, Šao džəng (捎徵) 6x | Tai ü (汰羽) 6x, Šao ü (捎羽) 6x |
| Glavni organ      | vranica                               | pljuča                                 | ledvica                                | jetra                                    | srce                             |
| Stranski organ    | želodec                               | debelo črevo                           | sečni mehur                            | žolčnik                                  | tanko črevo                      |
| Specifični organi | usta                                  | nos                                    | uho                                    | oko                                      | jezik                            |

Čigong metodo Aiping Wang je v primerjavi s prejšnjim Prenatalnim naravnim čigungom prinesla dve pomembni izboljšavi. Prva pomembna novost je vadba stanja brez misli med sproščanjem. Kljub temu so bila v tej metodi sproščanja pogosto zelo burna: ljudje so pogosto vstajali, se smejali, se jokali, kričali… Vadba Čigong metode Aiping Wang je tudi sicer povzročala očiščevalne reakcije bolnega telesa, po katerih se bolezensko stanje postopoma umakne. Life Technology po besedah prof. Lee Zgonik zato nikoli ne povzroči poslabšanja ali težav, samo izzove predčasno odpuščanje vseh energijskih blokad, kar je navidezno poslabšanje ali reakcija. Reakcij se je potrebno veseliti, ker gre pri tem stara energija ven in dobimo novo energijo. Zato je mojstrica Aiping pogosto poučevala o razumevanju reakcij, da pa bi ljudem pomagala, je razvila še drug pomemben vidik nove metode- to je tim. energijsko injekcijo. Energijska injekcija v Life Technology pomeni posebno porcijo energije, namenjeno pomoči posameznemu udeležencu.
Čigong metoda Aiping Wang je postala zelo odmevna. Zaradi velike uspešnosti njenega zdravljenja je njena srečanja pričelo obiskovati ogromno ljudi- po nekaterih ocenah jih je dnevno na tretmane hodilo od 6.000 do 7.000. Udeleženci so  si uspeli pozdraviti bolezni kot so rakavo obolenje, sladkorna bolezen, multipleks skleroza, depresija, putika, nervoza, osteoporoza, hepatitis C, luskavica in še razna druga obolenja. Prof. Zgonik Lea je Čigong metodo Aiping Wang opredelila kot bolj površinsko metodo za urejanje zdravja in čustev in je zelo podobna pristopu bioenergetikov. Rezultati so bili po njenem mnenju sicer izjemni, a niso bili trajni in mnogi so po odhodu Aiping ponovno zboleli, nekateri pa tudi umrli. Razlog naj bi bil v tem, da  ljudem še ni bilo treba spreminjati morale.

### Shen Qi (神氣)
Že leta 1992 je Aiping Wang odšla v ZDA,kjer je med letoma 1992 in 1993 na osnovi svojih lastnih izkušenj in raziskovanj razvila metodo Shen Qi. Izraz Shen Qi (神氣) pomeni Božjo (Shen) energijo (Qi), Čeprav bi Shen Qi lahko prevedli kot božja energija, je Aiping Wang to prevajala kot superkreativno energijo. Leta 1994 je v Phoenixu ustanovila tudi Kitajski izobraževalni inštitut za Ameriko. V tem centru je Aiping preučevala ljudi, okužene z virusom HIV ter obolele za AIDS-om. K njej so se prišli izobraževat tudi nekateri vodilni strokovnjaki za alternativno zdravljenje, ki so potem pridobljeno znanje vključili v svoje lastne prakse. V ZDA je Aiping izšolala tudi ljudi, ki so jo lahko zamenjali pri vodenju tretmanov. Leta  1996 se je vrnila na Hrvaško, kjer je nadaljevala z usposabljanjem svojih učencev. Do februarja 1998 je izšolala že več kot 300 inštruktorjev Shen Qija in nekateri inštruktorji so odprli svoje lastne šole na Hrvaškem, v Sloveniji, v ZDA in Veliki Britaniji. V Sloveniji je leta 1996 pričelo delovati deset Shen Qi šol, njihovo število pa je leta 1998 naraslo na 14, vendar je večina šol kmalu zamrla zaradi odhoda inštruktorjev na akademijo na Novi Zelandiji. Od leta 1996 v Sloveniji neprekinjeno deluje samo center Spirala, ki ga vodita Lea in Dušan Zgonik, a tudi ta center je iz metode Shen Qi prešel na metodo fenomenizma.
Shen Qi nekateri opredeljujejo kot napredno obliko čigunga. Učenec treninga Shen Qi se skuša uskaditi z naravnimi energijskimi ritmi, uči se občutiti energijski pretok , uči se presegati čustvene reakcije, uči se povezave s tim. »prenatalno« energijo, uči se kako zmanjšati tiste življenjske vplive, ki slabijo posameznikov energijski nivo. Tudi v Shen Qi metodi se vadeči srečuje z reakcijami, a postopoma pride do velikega izboljšanja zdravstvenega stanja. Ključ do uspeha se skriva v spremembi življenjskega stila, tako, da vadeči ne podleže več čustvenim odzivom na vplive, ki prihajajo iz stresnega okolja.  Shen Qi naj bi poleg velikih zdravstvenih rezultatov dosegal tudi rezultate pri izobraževanju,  pri preveliki telesni teži, pri odvisnikih od drog, v poslovnih in nasploh tudi v medsebojnih odnosih.  Po naukih Shen Qija mora biti vsak človek usklajen z naravnim tokom, z vesoljem, bolezni pa niso problem posameznih organov, temveč pomenijo moteno sprejemanje vesoljne energije. Zato po nauku Shen Qi s pomočjo zdravil in poživil ni mogoče dobiti trajnega izboljšanja zdravja, to pa je mogoče le z nemotenim sprejemanjem vesoljne življenjske energije ali izvorne življenjske energije. Skozi življenje je potrebno prečistiti dušo, saj le tako pomagamo pri napredku v vesolju, duša pa se prečiščuje skozi bivanje v telesu, k potuje v krogu reinkarnacij.
Bistvena razlika metode Shen Qi v primerjavi s Čigong metodo Aiping Wang je v tem, da poudarek Shen Qija ni več na zdravljenju, ampak na urejanju odnosov med ljudmi. Aiping v tem obdobju zato ni več veliko govorila o zdravju, ampak se je osredotočila na medsebojne odnose, na preseganje finančnih težav, na energijsko »čiščenje genetike«, učiti pa je pričela kako se spušča ego. Life Technology je iz zdravilne metode prerasla v duhovno šolo. Po eni strani so se pojavljala globlja čiščenja- rekcije, po drugi strani pa so sproščanja in operacije ega postali mirnejši. V času metode Shen Qi so praktikanti še vedno vadili Glasovne vaje (Pet zdravilnih zvokov).

### Fenomenizem (Phenomena Life)
Po nasvetu kitajskih mojstrov je Aiping Wang avgusta 1998 odpotovala na Novo Zelandijo, kjer je kupila lovsko-ribolovsko poslopje Takaro Lodge v bližini mesta Te Anau in ga preuredila v tim. 603 Phenomena Academy (tudi  Phenomena Academy), ki je v svojem programu ponujala pouk o življenju (Life Education). Akademija je bila pri novozelandskih oblasteh od leta 1999 do 2004 registrirana kot zasebna izobraževalna ustanova. Leta 2002 je na 400 ha velikem posestvu delalo 45 oseb, ki so večinoma prišle iz Slovenije in Hrvaške. Na tej akademiji se je v nekaj letih izšolalo večje število tim. življenjskih svetovalcev. Po zapletih z akreditacijo je večina študentov morala akademijo v letu 2004 zapustiti. Obdobje, ko je bilo delovanje Aiping osredotočeno predvsem na Novo Zelandijo, se je končalo leta 2006. Od leta 2006 se Aiping Wang giblje med ZDA, Evropo, Kitajsko in Novo Zelandijo, njeno delovanje se osredotoča na odkrivanju in krepitvi potencialov mladih, vse bolj pa se ukvarja z raziskovanjem dolgoživosti in pomlajevanja.
Na akademiji se je v letih 1999-2000 rodila metoda fenomenizem (Phenomena Life), ki je ime dobila zaradi tega, ker se v njem dogajajo stvari, ki se nam sicer zdijo nemogoče. V tem obdobju je Aiping obiskovala mnogo kitajskih mojstrov z zdravilnimi ali energijskimi sposobnostmi in mnoge od njih je  pripeljala tudi na Zahod.  Fenomenizem uči, da je z njegovo redno vadbo mogoče ostati sproščen, umirjen in prost. Če želimo doseči medsebojne odnose na višji ravni, moramo prerasti naše slabe navade in lastnosti. Za fenomenizem je značilno, da naj bi ljudje medsebojno sprejemali drug drugega, da se ne bi vključevali drug v drugega, da bi s skupnim sodelovanjem in ustvarjalnostjo lahko dosegli vse, oziroma, da za nas nič več ne bi bilo nemogoče. Tehnologija za življenje v fenomenizmu torej pomeni nov tip življenja. Fenomenizem tako lahko razumemo tudi kot dosti širši proces- predstavljal naj bi pravzaprav novi družbeni red, ki bo po mnenju učiteljev Life Technology prevladal po propadu kapitalizma.
Prof. Lea Zgonik je v primerjavi med metodo Shen Qi in metodo fenomenizma odkrila sledeče razlike:
- fenomenizem ne uči le spuščanja ega, ampak tudi »spuščanje sebe«, kar pomeni, da v svojih navadah in obnašanju ne spuščamo le tistega, kar deluje moteče, ampak lahko tudi tisto, za kar menimo, da so naše vrline.
- treniranje vrhunske morale, kar omogoči čiščenje usode in nato tudi čiščenje reinkarnacije.
- dvigovanje zavedanja in spoznavanje vesoljne resnice.

## Splošni nauki v Life Technology

### Struktura vesolja

#### a. Jin in jang sili
Life Technology priznava obstoj jina in janga kot dveh temeljnih silnic v vesolju. Neravnovesje med jinom in jangom povzročajo reinkarnacijski vplivi in tudi vplivi usode glede na datum rojstva, to neravnovesje med jinom in jangom, ki povzroča čustvene odzive, pa je mogoče odpravljati s pomočjo vadbe v Life Technology.

#### b. Nauk o petih elementih
Po kitajski tradiciji in kitajski tradicionalni medicini je vesolje sestavljeno iz petih substanc-vplivov, to je iz tako imenovanih petih elementov, ki imajo simbolna imena voda, les, ogenj, zemlja in kovina. Ti elementi lahko pri posamezniku podpirajo drug drugega, lahko pa so izven ravnovesja. Tudi Life Technology priznava obstoj petih elementov ter jih pri posameznem človeku povezuje z barvami, čustvenimi neravnovesji in telesnimi organi. Da bi posamezniki lahko ohranili ravnovesje med elementi, se v Life Technology sicer lahko uporabljajo nasveti Feng šuja (prostorske ureditve) ter posebne tehnike ugotavljanja človekove usode glede na datum rojstva (tim. Štirje stebri usode, ki temelijo na preučevanju petih elementov), vendar je Life Technology v osnovi usmerjena k temu, da ravnovesje med petimi elementi poiščemo s pomočjo duhovne vadbe. Pet elementov lahko opredelimo tudi kot gradnike sporočil.

#### c. Sporočila in energija
»Sporočila« vsebujejo informacije, lahko so sveža ali stara, prenatalna ali postnatalna. S trenjem sporočil po spoznanjih Life Technology nastaja energija. Prof. Lea Zgonik sporočila opredeljuje kot sredstva, ki so izvor vsega dogajanja na Zemlji in v vesolju, kot sredstva, zaradi katerih se gibamo, odzivamo, razvijamo in ustvarjamo, obenem pa so sporočila nosilci informacij.

### Prenatalni svet
Pretnatalni ali predrojstveni svet predstavlja vse, kar je našim čutilom in zaznavi skrito, postnatalni svet pa predstavlja vse, kar lahko zaznavamo, pri tem pa prenatalni svet sestavljajo prenatalna sporočila, postnatalni svet pa sestavljajo postnatalna sporočila. Nezemeljski nivoji prenatalnega sveta se delijo na spodnje svetove trpljenja (pekel) ter na zgornje svetove, pri čemer se slednji delijo kot prvo na vmesno, tim. »svobodno območje« (tudi Free village), ki ni povsem istovetno s krščanskimi vicami, saj naj bi bilo tu trpljenja manj kot v našem svetu, in kot drugo na rajske svetove. V nevidnih svetovih obstajajo tudi tim. vesoljne postaje. Nahajajo se v različnih predelih vesolja, njihova naloga pa je, da oddajajo sporočila. V nevidnem svetu se nahaja tudi stvarnik (kreator), preko katerega poteka emanacija vsega obstoječega: stvarnik oddaja kreatorjeva sporočila, ko ta sporočila trejo med seboj, ustvarjajo kreatorjevo energijo in ta ustvarja vesoljna sporočila, po več nivoji nastajanja vesoljnih sporočil in vesoljnih energij nastanejo materialna sporočila, iz trenja teh sporočil pa nastane materialna energija, ki ustvarja materialni svet.
Life Technology je povezana s Shen Qi vesoljno postajo, s katero se je po pogledih Life Technology mogoče povezati preko Shen Qi kanala (ki ga poleg metode Shen Qi uporabljata tudi ostali dve metodi Life Technology), preko katerega do ljudi dostopa Shen Qi energija (tim. Božja energija ali superkreativna energija).

### Človek
Vsak človek ima po nauku Life Technology fizično telo in dušo. Človeško dušo lahko opredelimo kot »posodo za sporočila«, življenjsko energijo posameznika pa kot trenje sporočil v duši. Life Technology izvira iz čigunga in zato uči, da sporočila oziroma življenjska energija po telesni ravni potuje po meridijanih. Dušo sestavljajo tri ravni, ki se po smrti ločijo. Telesna duša tudi po smrti ostane v telesu, s potovalno dušo lahko potujemo v druge svetove oziroma se po smrti še naprej zadržujemo ob sorodnikih, resnična duša pa je tisti del duše, ki se reinkarnira. Life Technology tako v grobem povzema staro taoistično delitev na več nivojev duše. Znotraj taoizma vsakemu od petih glavnih elementov pripada en nivo duše, ključna pa sta telesna duša (Po- 魄) in nebeška duša (Hun- 魂), ki med seboj delujeta kot dve nasprotni polarnosti. Že v času dinastije Šang so verjeli, da Po omogoča telesno življenje in po smrti še nekaj časa ostane ob telesu, in da Hun po smrti pogosto potuje v nebesa in lahko pomaga še živečim sorodnikom. V taoizmu srečujemo tudi izraz Juen šen, kar pomeni resnično dušo. Duša ima poseben mehanizem, ki skrbi za odpuščanje starih sporočil, in ta mehanizem se imenuje ego. Močan ego pomeni zadrževanje starih sporočil, kar lahko povzroča bolezni, težave z denarjem, duševne in čustvene težave. Duše bi se morale prečistiti starih sporočil, ker čista duša po eni strani omogoča dvig sposobnosti, po drugi strani pa omogoča razvoj vesolja.

### Kako deluje Life Technology

#### a. Namen Life Technology
Namen Life Technology je, da človeka preklopi iz vesoljne postaje, s katero je povezan od svojega rojstva, na kreatorjevo oziroma Shen Qi postajo, človek pa ima posledično povezavo s to vesoljno postajo. Z drugimi besedami povedano Life Technology deluje tako, da nauči udeleženca sprejemati izvorno življenjsko energijo in odpuščati njegovo staro življenjsko energijo. Na ta način duša posameznika sčasoma postane kompatibilna z izvorno postajo (s kreatorjem), to pa je pogoj, da je človek stalno povezan s to izvorno postajo in ne več s tisto, s katero je bil povezan od rojstva. Life Technology obenem omogoča, da duša stalno sprejema sveža vesoljna sporočila in stalno odpušča stara sporočila. Udeleženci v Life Technology verjamejo, da je s povezavo na Shen Qi postajo  mogoče dobiti zdravje, boljše medsebojne odnose, višjo moralo, modrost, lahko  posebne sposobnosti, ker da izvorna življenjska energija vse to vsebuje.

#### b. Povezava s Shen Qi vesoljno postajo
Povezava s Shen Qi vesoljno postajo poteka preko Shen Qi kanala. Izraz Shen Qi, ki ga uporabljamo v povezavi s Shen Qi vesoljno postajo, Shen Qi kanalom in Shen Qi metodo, pomeni Božja energija, čeprav se v Life Technology pogosto uporablja tudi zraz superkreativna energija. Posledica povezave je, da dobimo občutek kako nas energija tušira. Posledica takšnega stika z energijo je, da dobimo dolgo in zdravo življenje, stanje brez skrbi, strahov, čustev, mladost duše, z redno vadbo se energijsko očiščujemo. Nekateri ljudje slabše občutijo pretok energije, nekateri pa močneje. Bolj kot je nekdo naraven, večjo moč super kreativne energije lahko po mnenju Aiping Wang tudi začuti.
Na povezavo vplivajo različni dejavniki kot so pozicija, morala, vera in zavedanje. Življenjska pozicija predstavlja naše notranje počutje in z dobro pozicijo se naše težave razblinijo. Vera deluje kot antena- v tisto kar verjameš, tisti program sprejemaš, verjamemo pa lahko v materialni svet, v nevidni svet in v kreatorja in pri tem je vera v kreatorja najmočnejša, saj prinaša zdravje, denar, sposobnosti in zavedanje, da je vse mogoče. Na prvem mestu zaradi tega ne bi smel biti denar, zdravnik itd., ampak super kreativna moč (Aiping Wang jo je leta 2004 imenovala tudi Božja moč), s katero se skušamo povezati. Resnična vera v kreatorja je dovolj, da se lahko zgodijo stvari, ki veljajo za nemogoče. Bog namreč popravi vse- tako telo, dušo kot moralo. Povezavo s kreatorjem sicer najlažje dobimo preko tretjega očesa, saj le-to vlada zunajčutnim zaznavam. Zavedanje je nekakšen pogled duše in ta pogled se nam dviguje, če odpuščamo stara sporočila. Zelo pomembno za dobro povezavo je morala, ki jo Zgonikova interpretira kot način za doseganje resnice. Bolj moralen je tisti, ki se odziva manj čustveno, je bolj miren, radosten, sproščen, bolj pozitiven. Vrhunsko moralen pa je tisti, ki je stalno pozitiven, nesebičen, stalno ljubi in dela dobra dela.  Po Life Technology je le brezpogojna ljubezen tudi resnična ljubezen- taka ljubezen priteče v nas iz vesolja in nas preplavi, obenem pa ljubezen v tem pomenu besede ni čustvo, ampak je povsem umirjeno stanje in hkrati brezpogojno sprejemanje, ima pa tudi veliko kreativno moč.

#### c. Programi v Life Technology
Life Technology praviloma deluje tako, da inštruktor, ki sedi na odru, vodi tretman, sestavljen iz prevajanja energije preko govora in pogosto tudi iz sproščanja, pri tem pa lahko uporablja tudi že omenjene energijske injekcije oziroma operacije ega. Čiščenje starih sporočil poteka preko reakcij, lahko pa tudi preko aktivnosti ali preko ustvarjalnosti. Sproščanje v Life Technology poteka tako, da poskušamo priti v stanje brez misli. Sproščanje lahko predstavlja trd trening oziroma zahtevno vajo, zahtevno prakticiranje- preprečiti moramo, da bi zaspali ali sklanjali glavo, ne smemo si ničesar želeti, nič ne smemo delati, nič se kontrolirati, biti moramo potrpežljivi, prepuščati se moramo pretoku izvorne življenjske energije, ne smemo dajati pozornosti svojim mislim, tako, da se počutimo povsem prazne. Trebuh in želodec morata biti sproščena, usta rahlo odprta, jezik potisnjen navzdol, doživimo posebno stanje, ko dobimo občutek, da se naš trebuh razširi. Aiping Wang je sproščeno stanje opredelila tudi kot stanje, v katerem izgubimo nadzor nad samim seboj.
Life Technology je razvil tudi dodatne programe, med drugim kar nekaj programov za manipulacijo s telesom ali meridijani. V preteklosti so se pogosto uporabljale že omenjene Glasovne vaje. Mojstrica Aiping pa je razvila tudi tim. Nore vaje, ki omogočajo gibanje sporočil. Nore vaje so namenjene okrepitvi telesa, osvoboditvi uma, dvigu duha, napolnitvi z življenjsko energijo. Vaje se delajo tako, da (običajno) zjutraj stojimo vzravnani v smeri sončnega vzhoda, z zaprtimi očmi in s smehljajem na obrazu ter jezikom, potisnjenim navzdol, pri tem pa začnemo s celimi stopali izmenično tolči ob tla, da se vibracije čustijo po vsem telesu. Trebuh mora biti sproščen, um izpraznjen vseh misli, nato pričnemo glasno izdihovati z zvokom »aaaaaa«, da sprostimo vso negativno energijo. Smisel te vaje je, da pozabimo nase, da se povsem predamo energiji, da energija uporablja naše telo za tolčenje z nogami, in da nas energija lahko zmasira.
Poleg tega je mojstrica Aiping razvila posebne programe pomlajevanja (Rejunevation), ki temeljijo na prevajanju vesoljne sveže energije in obdelavi človekovih meridijanov kot so poznani v tradicinalni kitajski medicini. Na posestvu Takaro so npr. uporabljali masažo, ki jo je hkrati izvajalo pet oseb. V pomlajevalnem programu je bilo leta 2008 v 90-minutnem tretmanu uporabljenih 10 najbolj učinkovitih kitajskih zdravilnih tehnik. Znotraj Life Technology je Center Spirala, ki ga vodita Dušan Zgonik in Leja Zgonik, razvil svoje lastne pomlajevalne programe kot sta NOVITA in DORVITA.
Poleg vsega tega je pri treningu Life Technology zaželeno vstajanje pred peto uro zjutraj, saj so po mnenju praktikantov Life Technology zgodnje jutranje ure energijsko najmočnejše ure v dnevu. Prav tako menijo, da se je tedaj primerno sprehajati in sproščati.

#### d. Poslovni zunanji izgled
V svoji zunanji podobi (organizacijski strukturi) Life Technology pogosto uporablja sodobne izraze s področja poslovnega sveta in medicine. Tako je npr. prišlo do odprtja tim. The Energy Bank, pa do centrov, ki nosijo ime Energy Clinic. Life Technology pri svoji uveljavitvi uporablja tudi marketinške prijeme- npr. odpiranje masažnih centrov, v katerih delajo slabovidni.

### Novi življenjski stil
Zaradi izboljšane povezave bo po mnenju dr. Mikaca in prof. Zgonikove na svetu postopoma zavladalo novo obdobje, v katerem ne bo bolezni, čustvenih neravnovesij, denarnih težav, konfliktov, obenem pa se bodo ljudje počasneje starali, dvigovali bodo svoje sposobnosti in modrost. Prof. Zgonik pravi, da današnji stil življenja med drugim sloni na lastninjenju, boleznih, analiziranju, tekmovanju, depresijah, fokusiranju in vključevanju, čeprav po drugi strani že prinaša ustvarjalnost, pa tudi položaj  žensk se je izboljšal. Novi stil življenja, to je fenomenizem, bo temeljil na drugi povezavi z vesoljno postajo, zato bodo v prihodnosti ljudje delovali bolj sproščeno, radostno, z mirom, svobodo in ljubeznijo.

## Nasprotujoča si mnenja o Life Technology

### Kronologija dogodkov
Life Technology je zaradi neobičajnega življenjskega stila, življenjskih pogledov in naukov ter cen za svoje storitve doživela več velikih pretresov in ostrih kritik. Prvi pregon Life Technology se je zgodil v devetdesetih letih v Sloveniji. Wangovo so zaradi suma treh kaznivih dejanj posebno hude telesne poškodbe leta 1992 kazensko ovadili, ker so trije sladkorni bolniki, ki so se odrekli jemanju zdravil, padli v tako imenovano sladkorno komo. Wangova je bila tedaj osumljena tudi mazaštva, tržni inšpektorji pa naj bi ugotovili, da podjetje Wang za prodana zdravila ni izdajalo računov. Poleg pravosodnega sistema in tržne inšpekcije so se nad Aiping Wang in Life Technology v Sloveniji spravili tudi medicinsko-farmacevstki lobi, novinarsko občestvo in kasneje tudi rimskokatoliško glasilo Družina. Kljub temu, da je Aiping Wang doživela vsesplošno neodobravanje njene duhovne šole, jo je višje sodišče leta 1997 oprostilo, saj slušateljem ni nikoli izrecno naročila, naj opustijo zdravila. Nekateri so mnenja, da je Aiping Wang leta 1992 ravno zaradi pravnih zapletov v Sloveniji z možem odpotovala v ZDA. Toda stališče Life Technology, ki je bilo še leta 2007 dostopno na spletnih straneh Phenomena Academy, je, da je Aiping Slovenijo tedaj zapustila zaradi širjenja vojnega stanja na tleh nekdanje Jugoslavije. Dejansko se je Aiping v Evropo (in sicer na Hrvaško) vrnila šele leta 1995, ko so se vojne na zahodnem delu nekdanje Jugoslavije končale, sodni proces v Sloveniji pa še ni bil končan.
Do podobnih procesov je nato konec devetdesetih let prišlo na Hrvaškem. Tam naj bi umrl 37-letni ledvični bolnik, ki naj bi na prigovarjanje Wangove prenehal jemati zdravila. Februarja 1997 je nenadoma umrla tudi 36-letna Karlovčanka, ki je obiskovala tretmane Aiping Wang in tri meseca spala v njenem centru v Zagrebu. Tamkajšnje Ministrstvo za zdravstvo je zoper Wangovo ravno zaradi smrti te pacientke podalo kazensko prijavo zaradi suma mazaštva- pri tem pa je bilo poudarjeno, da se center Shen Qi v javnosti oglaša z zelo opreznimi formulacijami, v katerih se izogiba besedi »zdravljenje.« Po drugi strani prof. Lea Zgonik poudarja, da Life Technology v tem času ni več delovala prek metode zdravilnega čigunga, ki je podoben bioenergijskim metodam, da ta metoda ni več poudarjala zdravja, ampak urejanje medsebojnih odnosov, čeprav ta globlji duhovni trening posledično prinaša tudi zdravstvene rezultate. Aiping Wang se je uspelo rešiti iz pravnih težav na Hrvaškem in je leta 1999 na Hrvaškem začasno prešla na drugačen način odnosov s strankami- sprva je promovirala brezplačne tretmane Shen Qi meditacije. Nekateri so mnenja, da se je Aiping Wang ravno zaradi teh pravnih sporov konec devetdesetih let umaknila na Novo Zelandijo, podobno kot se je leta 1992 odselila iz Slovenije. Objavljeno stališče Life Technology pa je bilo, da je Aiping Hrvaško zapustila zaradi tega, ker so ji kitajski mojstri svetovali, da se preusmeri na Novo Zelandijo.
Na Novi Zelandiji je nato leta 2004 prišlo do tretjega vala napadov na duhovnost Aiping Wang. Že v nekaj letih je dokaj zaprta skupnost na Novi Zelandiji med delom lokalnega prebivalstva zbujala sume o pranju možganov in o finančnem odiranju naivnih pripadnikov. Na posestvu naj bi poleg tega umrla dva rakava bolnika, ker naj bi domnevno dajala prednost alternativni medicini pred splošno medicino. Upraviteljica posestva Sarah McCrum je te obtožbe zanikala. Prof. Lea Zgonik opozarja, da je na posestvu Ta Karo umrla samo ena oseba, ki je imela kožnega raka, in še ta se je sama odločila umreti na posestvu brez pomoči klasične medicine. Leta 2004 Nova Zelandija ni več podaljšala akreditacije študentom Life Technology, kar je pomenilo nagel zaton tamkajšnje izobraževalne komune. Vsi tuji  študentje, ki so bili leta 2004 na akademiji na Novi Zelandiji, so bili namreč prisilno odpeljani z akademije, ker so bili vsi brez viz, brez viz pa so bili zato, ker akademija ni pravočasno dobila ponovnega dovoljenja za delo in zato študentske vize nihče ni mogel dobiti. Pod pritiskom Novozelandcev so tamkajšnje oblasti nato z zamudo izdale dovoljenje za delovanje akademije, saj po kasnejšem nadzoru kvalitete v omenjeni izobraževalni ustanovi, ki se je preoblikovala v Academy of Potential Education, niso odkrile nepravilnosti.

### Vrste nasprotujočih si mnenj o Life Technology

#### a.Visok zdravilni nivo ali mazaštvo pri zdravljenju bolnih ljudi
S strani medicinske stroke je mogoče opozarjati, da lahko zaradi zdravljenja pri zdravilcu bolnik odlaša z obiskom pri zdravniku in s tem zamudi priložnost za pravočasno medicinsko oskrbo, v  tem času pa se lahko bolezen razvije do težje obvladljive faze. Dr. Samo Kreft pri tem med drugim posebej izpostavlja  prav metodo Shen Qi zdravilke Aiping Wang, ker da so leta 1992 trije izmed njenih pacientov zaradi njenih seans opustili inzulinsko terapijo sladkorne bolezni. Zato naj bi končali v bolnišnici, kjer so jih komaj rešili, a Višje sodišče je Wangovo oprostilo obtožbe treh kaznivih dejanj posebno hude telesne poškodbe. Čeprav Wangova torej v pravnem pogledu velja za nedolžno, to dr. Krefta po več letih od pravnomočnosti sodbe ni odvrnilo od javnega napada na njeno dejavnost, obenem pa svojih trditev ni podprl z metodološkimi argumenti kot npr. s primerjalno analizo, ki bi zajela razmerja med bolehnimi praktikanti Shen Qija s številom ozdravitev ter poslabšanj bolezni na eni strani, ter med razmerji med pacienti uradne medicine s primerljivimi bolezenskimi stanji ter ozdravitvami ter poslabšanji bolezni na drugi strani Tudi sicer se uradna farmacija in medicina v javnosti nista mogli izkazati z metodološko popolno primerjalno analizo, ki bi jasno potrdila večjo primernost uporabe uradne medicine nasproti metodi Life Technology.
Po drugi strani je dr. Anton Mikac, nekdanji direktor celjskega zdravstvenega doma, o fenomenizmu javno izrekel svoje osebno pozitivno mnenje, saj je zanj ta metoda tista, ki »omogoča hiter duhovni razvoj, hitro razreševanje problemov v življenju, od opuščanja starih razvad, dobivanja zdravja, uravnovešanja čustev, izboljševanja medsebojnih odnosov, do uspehov v poslovnosti.« V veliki možici hudo bolnih ljudi se po mnenju prof. Zgonikove zgodi, da tudi kdo umre, saj ljudje umirajo tudi v bolnišnicah in tudi zdravniki ne zmorejo preprečiti smrti.
Udeleženci Life Technology po rojstvu metode Shen Qi sicer trdijo, da namen Life Technology sploh ni zdravljenje, ampak je to duhovni oziroma moralni razvoj, čeprav ima duhovna vadba tudi pozitivne zdravstvene posledice. Glede na to, da naj bi zlasti v Čigong metodi Aiping Wang na tretmane prihajalo na tisoče ljudi, je potrebno upoštevati tudi to, da je imel farmacevstko-zdravniški lobi od poskusa zatrtja delovanja Aiping Wang tudi konkretno materialno korist, zlasti, če drži podatek, da je na tretmane v Ljubljani prihajalo nad 6.000 ljudi dnevno, ki so za tretman plačali vsak po 13,5 DEM, večinoma pa niso (več) potrebovali medicinske pomoči (!). Čeprav naj bi bilo po prehodu iz Čigong metode Aiping Wang zdravljenje le še posledica duhovnega treninga v Life Technology in ne več ključ za trening v Life Technology, je Sarah McCrum, ena od vodilnih osebnosti v Life Technology, v sodelovanju z biofizikom Alexom Hankeyem preko analize anket udeležencev preučila vpliv Life Technology na zdravje praktikantov in v omenjeni študiji sta McCrumova in dr. Hankey dokazovala močno korelacijo med zdravjem in duhovnim treningom v Life Technology. To poročilo se je osredotočilo na raziskavo 263 oseb, pri katerih obstaja fond pričevanj za preko 1.300 zdravstvenih težav: po študiji je 53% bolezenskih stanj povsem izginilo, 16,7% stanj se je znatno izboljšalo, manj kot 1% bolezenskih stanj pa ni kazal nobenega izboljšanja. Ko je študija izločila težave, kjer udeleženci niso dajali pojasnil, so bili rezultati še veliko boljši: 55,4% bolezenskih stanj je popolnoma izginilo, znatno izboljšanje pa je bilo opaziti pri 17,5% udeležencev. Po drugi strani Life Technology ohranja vsaj določeno primerjavo s svetom alternativne medicine, kar se kaže v njenem izrazoslovju-npr. v obstoju tim. »energijskih klinik«, pa tudi pri programu pomlajevanja (Rejunevation), kjer da se uporabljajo najbolj učinkovite kitajske zdravilne tehnike. Glede na to, da se je težišče Life Technology premaknilo na Shen Qi in nato v fenomenizem, pa je kot rečeno vprašljivo ali lahko to duhovnost še vedno interpretiramo kot alternativno medicino.

#### b.Duhovnost, ki služi bogu, ali duhovnost, ki služi egu
Rimokatoliški napad na Life Technology je osnovan na dogmi o duhovnem monopolu Rimsko-katoliške Cerkve in na povezovanju Life Technology z instant duhovnostmi nove dobe. Life Technology naj bi bila preveč ambiciozna, saj da z zdravilstvom človeka za dlje časa ne more osrečiti- kratkotrajna instant sreča naj bi se že kmalu izkazala za lažno fatamorgano, Shen Qi pa naj bi bila samo ena od mod na »potrošniškem trgu duhovnega materializma.« Blažević Josip je Life Technology opredelil kot naravno metodo, ki ničesar ne prepoveduje, in kjer se vsak sam odloča o vsem, to pa naj bi bila značilnost tim. New agea. Človek naj bi bil v New ageu sam sebi bog, med tem, ko naj bi v krščanstvu človek služil bogu. Krščanski pogledi na Life Technology so bili doslej le površni. Profesor Zgonikova npr. smisel Life Technology opisuje kot preklop na božjo (Shen Qi) vesoljno postajo, pri tem pa se mora človek podrediti kreatorjevim pravilom (in ne morda obratno).  Z očiščevanjem duše človek postaja koristen za prenatalni svet. Poleg tega je Life Technology trajno ozdravitev mogoče doseči šele z resnično vero v boga. Iz vsega tega lahko sklepamo, da katoliški kritiki duhovnosti Life Technology ne poznajo dovolj.

#### c. Religija, sekta oziroma kult ali tehnologija povezovanja s prenatalnim svetom
Blažević je npr. Shen Qi označil za »New age religijo«. Vedno spreminjajoča se Life Technology  ni religija oziroma sekta v smislu »izdelanega sistema naukov, norm in obredov«, skozi katere se izpoveduje vera v nadnaravno in tudi niti ni povsem institucionalizirana.  Life Technology ima v primerjavi z religijami, sektami in kulti večji poudarek na posameznikovem aktivnem priklopu na kanal Shen Qi, na njegovem stiku z Nevidnim svetom, torej na bolj mistični komponenti.

#### d. Koristi duhovnega treninga za praktikante ali finančno izkoriščanje naivnih praktikantov
Nekateri kritiki se ukvarjajo s cenami tretmanov in programov v Life Technology. Leta 2000 naj bi bilo za enoletno šolanje na 603 Phenomena Academy plačati okrog 42.000 ameriških dolarjev, polurno zasebno srečanje z Aiping Wang pa naj bi leta 2004 stalo 700 ameriških dolarjev. Odgovor zagovornikov Life Technology je, da v današnjem svetu ljudje cenijo predvsem stvari, ki niso zastonj- trdijo, da najboljše rezultate v duhovnem treningu Life Technology dosegajo tisti, ki so plačali največje vsote denarja. Aiping Wang naj bi prvič dvignila cene ob vpeljavi Shen Qija, ker je v ZDA je ugotovila, da večje plačilo prinese več spoštovanja do pouka in s tem tudi več rezultatov, če pa bi Wangovo gnala želja po dobičku, bi se ji bolj splačalo ostati pri množično obiskanem zdravilnem čigungu. Po Life Technology sicer velja, da je denar v trenutni civilizaciji merilo sposobnosti.

#### e. Mnenja o sumljivem poslovanju Aiping Wang in njenega ožjega kroga
V devetdesetih naj bi tržni inšpektorji ugotovili, da podjetje Wang za prodana zdravila ni izdajalo računov. 
Toda čez nekaj let se je izkazalo, da je Aiping Wang plačala preveč davkov, ker je v času njenega delovanja razpadla Jugoslavija in je nastala zmeda glede uporabe zakonov, po Markovićevi zakonodaji pa je imel vsak, ki je odprl svoj posel, v prvem letu delovanja dačne olajšave. Povezovanje Life Technology z dvomljivimi posli je tudi posledica tega, da mnogi kritizirajo visoke cene njenih programov, obenem pa je Life Technology pogosto povezana s poslovnimi izrazoslovjem. Tako je npr. vodstvo Life Technology v Londonu odprlo tim. The Energy Bank, kasneje pa so podobno naredili še v Švici in v Zagrebu. Mnenja o netransparetnem poslovanju se hranijo tudi iz tega, da se Wangova in njen mož ukvarjata tudi s finančnim poslovanjem; obstajalo naj bi več njunih podjetij za posojanje denarja, na Hrvaškem npr. Fülepp d.o.o. in kasneje  Fortis Factoring.